# La condició postmoderna
La condició postmoderna: informe sobre el saber és un assaig de cent-nou pàgines que Jean-François Lyotard va escriure en 1979 i que posava en dubte el que al món occidental d'aleshores es considerava coneixement, a més dels cànons estètics i les metanarratives en general. El títol original en francès va ser La condition postmoderne: rapport sur le savoir. Es considera una de les aportacions més conegudes al debat sobre la postmodernitat.
Escrit per un autor que va popularitzar el paradigma estètic de la postmodernitat a l'entorn universitari francès, originàriament es tractava d'un informe sobre el saber al segle xx que va encarregar-li el govern del Quebec. Lyotard considera que la qüestió del progrés científic està alterat per la «incredulitat» contra les metanarratives, és a dir, els esquemes narratius totalitaris i globalitzadors que pretenen explicar la integritat de la història humana, de la seva experiència i el seu coneixement.
Confrontant el saber científic al narratiu, s'interroga sobre aquestes categories des de la mirada dels canvis als quals han pogut estar sotmeses per la informatització de la societat a l'era postindustrial. Les metanarratives de la modernitat que posa en qüestió són l'emancipació del subjecte racional i les interpretacions hegelianes de la història de la humanitat que, segons ell, van legitimar el projecte de les ciències modernes (de l'edat contemporània) i dels seus poders econòmics i polítics. Lyotard considera que, després de les atrocitats del nazisme i de la informatització de la societat, aquestes metanarratives han perdut tota credibilitat possible i que el «saber» proposat per aquests poders s'ha convertit en una simple mercaderia informacional.